# 白尾高山䶄
白尾高山䶄（学名：Alticola albicaudus）一种分布于巴基斯坦东北部、印度西北部、中国新疆西南部地区的啮齿动物，隶属于仓鼠科高山䶄属。模式产地为巴基斯坦巴尔蒂斯坦。

## 形态特征
白尾高山䶄背部淡红褐色，腹部纯白色，毛基灰色。尾全白色，末端有白色毛束。耳覆盖淡黄褐色长毛。前后足纯白色。